# Dorcus Inzikuru
Dorcus Inzikuru (ur. 2 lutego 1982 w Vurra) – ugandyjska lekkoatletka, mistrzyni świata w biegu na 3000 m z przeszkodami z 2005, olimpijka.
Inzikuru zdobyła złoty medal Mistrzostw Świata Juniorów w Lekkoatletyce (Santiago 2000) w biegu na 5000 metrów wyprzedzając późniejszą mistrzynię olimpijską i świata na tym dystansie – Meseret Defar. Na tym samym dystansie wywalczyła srebrne medale mistrzostw Afryki (Tunis 2002) oraz igrzysk afrykańskich (Abudża 2003). W późniejszych latach Inzikuru największe sukcesy odnosiła w biegu na 3000 metrów z przeszkodami:
- złoty medal Mistrzostw Świata w Lekkoatletyce (Helsinki 2005)
- 1. miejsce w Światowym Finale IAAF (Monako 2005)
- złoty medal podczas Igrzysk Wspólnoty Narodów (Melbourne 2006)

Dwukrotnie brała udział w letnich igrzyskach olimpijskich: w 2004 w Atenach i w 2012 w Londunie, bez sukcesów

## Rekordy życiowe
- bieg na 3000 metrów z przeszkodami – 9:15.04 (2005) – rekord Ugandy
- bieg na 2000 metrów z przeszkodami – 6:04,46 (2005) – rekord Afryki, były rekord świata
- bieg na 1500 metrów – 4:14,90 (2003) – rekord Ugandy
- bieg na milę – 4:36,05 (2003) – były rekord Ugandy
- bieg na 3000 metrów – 8:46,29 (2003) – były rekord Ugandy
- bieg na 5000 metrów – 15:05,30 (2004) – rekord Ugandy
- bieg na 5 kilometrów –15:59 (2005) – do 2013 rekord Ugandy
- bieg na 1500 metrów (hala) – 4:19,50 (2005) – były rekord Ugandy
- bieg na 3000 metrów (hala) – 9:11,75 (2004) – rekord Ugandy
- bieg na 5000 metrów (hala) – 15:40,03 (2004) – rekord Ugandy